# Mihály Lantos
Pour les articles homonymes, voir Lantos.
Mihály Lantos est un footballeur puis entraîneur hongrois né le 29 septembre 1928 à Budapest et mort le 31 décembre 1989.
Il joue au poste de défenseur (arrière gauche), passant l'intégralité de sa carrière professionnelle au MTK, et compte 53 sélections et 5 buts avec l'équipe de Hongrie entre 1949 et 1956. Durant les années 1950, il est ainsi membre de l'équipe de Hongrie connue sous le nom d'« équipe en or » dans laquelle jouent notamment Nándor Hidegkuti, Ferenc Puskás, Zoltán Czibor, Sándor Kocsis et József Bozsik. Après sa retraite de joueur, Lantos devient entraîneur. Entre 1965 et 1967, il est l'adjoint de son ancien entraîneur au MTK, Márton Bukovi, à l'Olympiakos Le Pirée. Lantos retourne ensuite en Hongrie où il prend les rênes de plusieurs équipes, dont Videoton SC.

## Carrière de joueur

### Club
Lantos commence à jouer pour le MTK en 1948. En 1949, lorsque la Hongrie devient un État communiste, le club est repris par la police secrète, l'ÁVH, et le club change par la suite de nom plusieurs fois, devenant successivement Textiles SE, Bástya SE, Vörös Lobogó SE, puis enfin à nouveau MTK. Malgré cette agitation, les années 1950 s'avèrent être une ère de succès pour le club et l'entraîneur Márton Bukovi. Avec une équipe qui comprend également Nándor Hidegkuti, Péter Palotás et József Zakariás, le MTK et Lantos remportent trois titres de champions de Hongrie, une coupe nationale et une coupe Mitropa. En 1955, sous le nom de Vörös Lobogó SE, ils disputent également la première édition de la Coupe d'Europe. Lantos marque quatre buts, dont trois penalties, et le club atteint les quarts de finale.

### Équipe nationale
Lantos fait ses débuts internationaux le 10 juillet 1949 au cours d'une victoire 8–2 contre la Pologne. Au sein de l'« équipe en or », il devient champion olympique en 1952, champion d'Europe centrale en 1953 et défait l'Angleterre à deux reprises, signant le premier but de l'écrasante victoire hongroise sur l'Angleterre 7–1 le 23 mai 1954. Il parvient ensuite en finale de la coupe du monde 1954. En Suisse, Lantos joue cinq matchs, marquant lors du premier match remporté 9–0 contre la Corée du Sud et au cours de la fameuse « bataille de Berne » en quart de finale contre le Brésil (4–2).

## Palmarès

### Club
- Champion de Hongrie : 3
  - 1951, 1953, 1958
- Coupe de Hongrie : 1
  - 1952
- Coupe Mitropa : 1
  - 1955

### Équipe nationale
- Jeux olympiques
  - 1952
- Coupe internationale
  - 1953
- Coupe du monde
  - Finaliste : 1954